# Preetz
Preetz (pronunciación en alemán: /pʁeːt͡s/ⓘ) es un municipio situado en el distrito de Pomerania Occidental-Rügen, en el estado federado de Mecklemburgo-Pomerania Occidental (Alemania), a una altitud de 8 metros. Su población a finales de 2016 era de 1000 habs. y su densidad poblacional, 74 hab/km².
Está ubicado al norte del distrito, enfrente del estrecho de Strelasund.